# Bracon flavipalpisimus
Bracon flavipalpisimus is een insect dat behoort tot de orde vliesvleugeligen (Hymenoptera) en de familie van de schildwespen (Braconidae). De wetenschappelijke naam van de soort werd voor het eerst geldig gepubliceerd door Flores, Nassar & Quicke in 2005.